# Motacilla alba
La lavandera blanca o aguzanieves (Motacilla alba), conocida popularmente como pajarita de las nieves, pitita, pipita o pezpita, es una pequeña especie de ave paseriforme de la familia Motacillidae. Se encuentra en casi todos los hábitats. Su avistamiento se asocia a la llegada del tiempo frío.

## Características
La lavandera blanca es un ave pequeña y elegante, de 16 a 19 cm de longitud, con su característica cola siempre en movimiento.

## Distribución y hábitat
Esta especie vive en muchas partes de Europa, de Asia, norte de África. Algunas residen permanentemente en esos lugares, y otras migran a África.
Es un ave insectívora de campo abierto. Prefiere áreas despejadas para empollar, donde puede ver y seguir a sus presas. En zonas urbanas se adapta a buscar alimento en el pavimento como son áreas de estacionamiento.
Anida en grietas de paredes rocosas y similares naturales o en estructuras humanas. 

## Reproducción

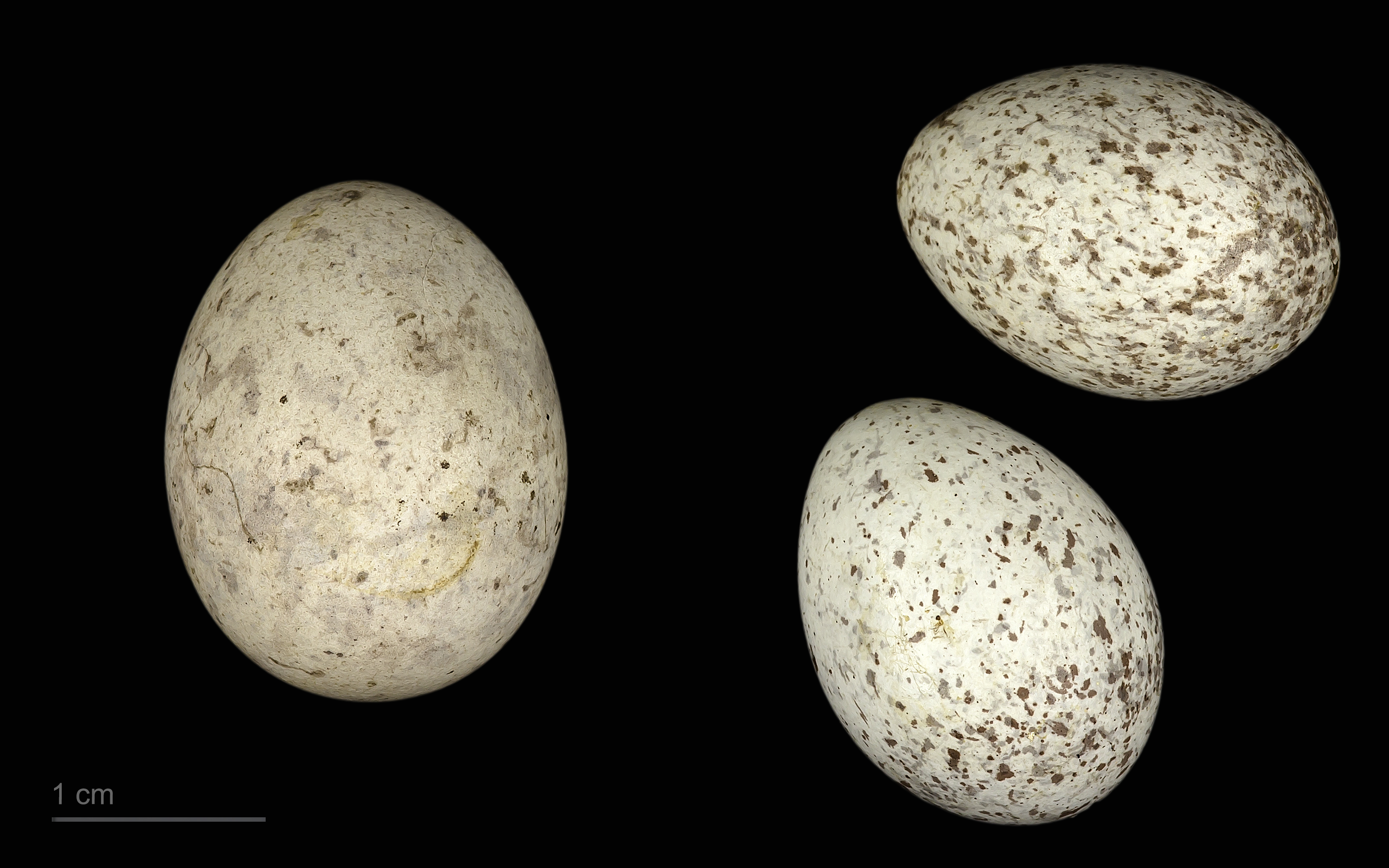
Cuculus canorus canorus en un nido de Motacilla alba - MHNT

La hembra construye el nido prácticamente en cualquier lado. Pone cinco huevos grises moteados de un gris pardusco.

## Estado de conservación
Según BirdLife International, en 2004 había en Europa entre trece y veintiséis millones de parejas reproductoras, lo que equivale a entre treinta y nueve y setenta  y ocho millones de individuos. Dado que Europa constituye entre el 5 y el 24% del área de distribución de la especie, una estimación muy preliminar del tamaño de la población mundial es de entre ciento sesenta y tres millones y mil quinientos sesenta millones de individuos, aunque se necesita una validación adicional de esta estimación. Una población estable y con una amplia distribución geográfica determina que en la Lista Roja de la UICN sea clasificado como de «preocupación menor».

## Taxonomía
La taxonomía de Motacilla alba es revisada y discutida de forma constante. En 1990 Charles Sibley y Burt Monroe determinaron que M. nilaparvata es un sinónimo de M. alba. En 1998, Sangster et alii dividió M. alba en M. alba, M. alboides, M. baicalensis, M. leucopsis, M. ocularis, M. personata y M. subpersonata; pero este trabajo fue rechazado por BirdLife Internacional, debido a que no presentaron evidencia morfológica, vocal o filogenética.

### Subespecies
- Motacilla alba alba
- Motacilla alba alboides (Hodgson, 1836)
- Motacilla alba baicalensis (Swinhoe, 1871)
- Motacilla alba leucopsis (Gould, 1838)
- Motacilla alba lugens (Gloger, 1829)
- Motacilla alba ocularis (Swinhoe, 1860)
- Motacilla alba personata (Gould, 1861)
- Motacilla alba subpersonata (Meade-Waldo, 1901)
- Motacilla alba yarrellii (Gould, 1837)

#### Diferencias entre subespecies
La subespecie Motacilla alba es básicamente grisácea arriba y blancuzca debajo, cara blanca, copete y cogote negros.
La subespecie residente en Gran Bretaña Motacilla alba yarrellii cambia el gris con negro (o muy negro grisáceo de hembras), pero es idéntica en su conducta. 
La diferenciación de Motacilla en dos subespecies en Europa oriental se ha llevado a cabo debido al parcial aislamiento de la forma británica, aunque ahora a M. a. yarrellii se la ve criando en áreas de Europa central.
Difieren en el color de las alas, el dorso, y la cabeza, con algunas como M. a. personata con toda la cabeza negra y una máscara blanca en la cara, y M. a. subpersonata bastante similar a dorso grisáceo y garganta blanca del Motacilla africano.

## Galería de imágenes
- Wikimedia Commons alberga una galería multimedia sobre Motacilla alba.